# هنريتا قاولد رووي
هنريتا قاولد رووي (بالإنجليزية: Henrietta Gould Rowe)‏ هي كاتِبة أمريكية، ولدت في 1835 في كورينث في الولايات المتحدة، وتوفيت في 27 أكتوبر 1910.